# Santarvės-Platz

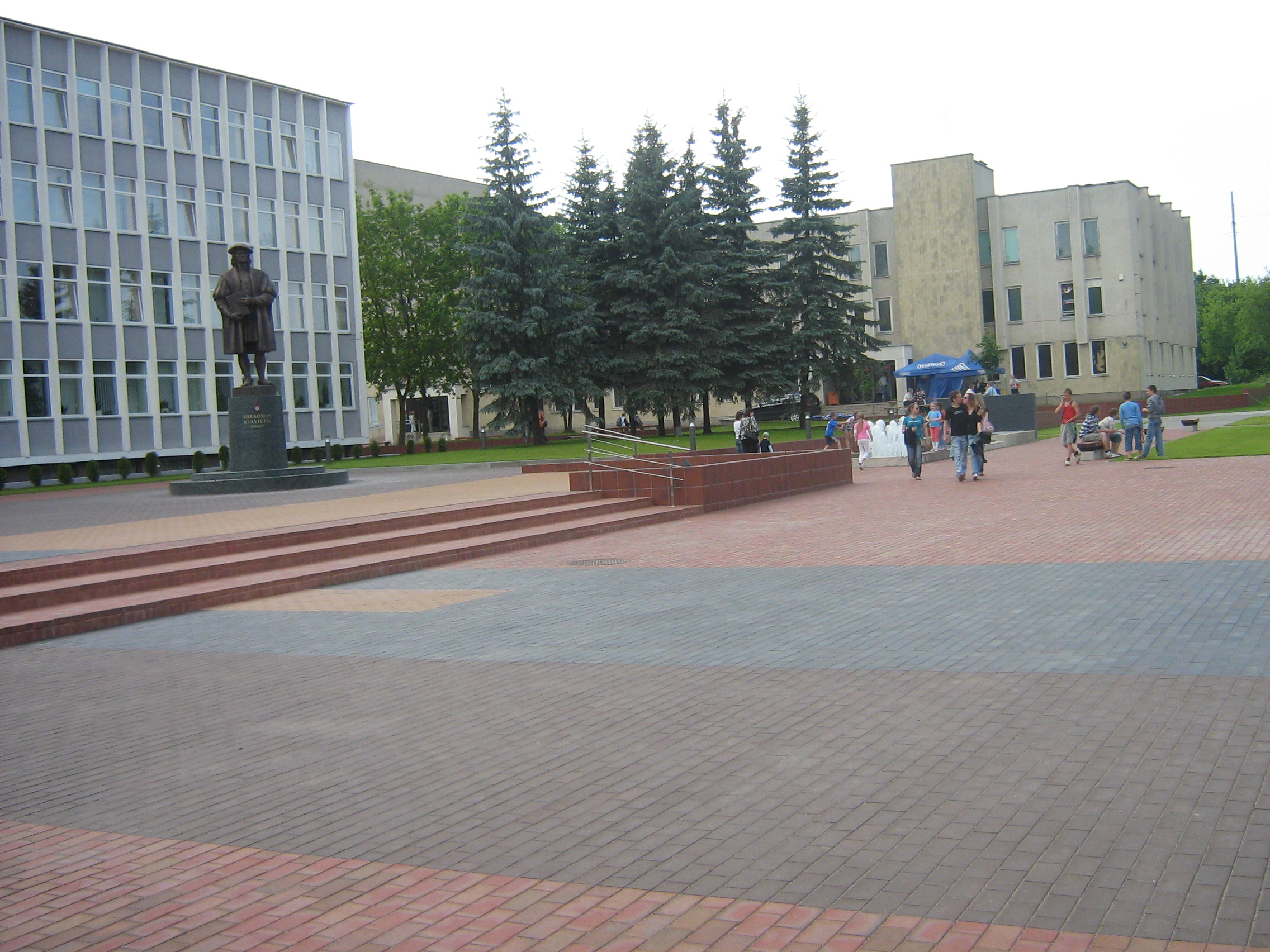
Santarvės-Platz

Der Santarvės-Platz Jonava (lit. Jonavos Santarvės aikštė) ist ein Platz im Zentrum der litauischen Mittelstadt Jonava, im Bezirk Kaunas. Am Platz befinden sich die Verwaltung der Rajongemeinde Jonava, das Kulturzentrum Jonava, das Postamt Jonava, Alter Friedhof Jonava, die Kunstschule Jonava, die Bibliothek Jonava und andere Einrichtungen.
Der Platz ist 4180 m² groß. Er besteht aus den Ziegeln mit Betonblöcken; für die Verschönerung wurde Klinker verwendet. Es gibt ein Denkmal an Abraomas Kulvietis, einen Springbrunnen. Vom August 2008 bis zum Mai 2009 wurde der Platz im Wert von 2.269.080 Litas (0,6 Millionen Euro) erneuert. Das Projekt bereitete das lokale Unternehmen UAB „Jonavos projektas“ vor. Die Arbeiten wurden von UAB „Kauno keliai“ unter Leitung von UAB „Projektų centras“ ausgeführt. Der Platz wurde mit dem  Sąjūdis-Platz Jonava mit der EU-Unterstützung im Wert von zwei Millionen Euro rekonstruiert.